# U.S. Route 201
La U.S. Route 201 (US 201) est une US Route auxiliaire de la US 1. Elle parcourt 157,46 miles (253,41 km) dans l'état du Maine et relie la US 1 à Brunswick à la frontière canadienne près de Jackman où elle est reliée à la Route 173 au Québec.

## Description du tracé

### Maine
La US 201 débute à Brunswick comme continuité de la SR 24 Bus à un échangeur avec la US 1. Elle se dirige vers le nord-est en étant parallèle à l'I-295 jusqu'à Gardiner puis à l'I-95 jusqu'à Fairfield. Elle traverse ainsi la ville d'Augusta. De plus, elle longe la rivière Kennebec entre Gardiner et The Forks. À Fairfield, la route bifurque vers le nord-ouest et atteint Skowhegan, Bingham et Caratunk, où elle croise le sentier des Appalaches. Elle atteint ensuite The Forks, où elle cesse de longer la rivière. Elle passe dans les montagnes et atteint Jackman, dernière ville avant son terminus nord. Elle atteint finalement le poste-frontière Armstrong–Jackman à Sandy Bay Township. La US 201 prend fin et la route se continue au Québec comme Route 173.

## Intersections majeures
Maine
 US 1 / SR 24 à Brunswick
 I-295 à Gardiner
 US 202 à Augusta. Les routes forment un multiplex dans la ville.
 I-95 à Fairfield
 US 2 à Skowhegan. Les routes forment un multiplex dans la ville.
 Route 173 près de Jackman